# Majitha
Majitha é uma cidade  no distrito de Amritsar, no estado indiano de Punjab.

## Geografia
Majitha está localizada a 31° 46′ N, 74° 57′ L. Tem uma altitude média de 215 metros (705 pés).

## Demografia
Segundo o censo de 2001, Majitha tinha uma população de 13,006 habitantes. Os indivíduos do sexo masculino constituem 53% da população e os do sexo feminino 47%. Majitha tem uma taxa de literacia de 59%, inferior à média nacional de 59.5%: a literacia no sexo masculino é de 63% e no sexo feminino é de 54%. Em Majitha, 14% da população está abaixo dos 6 anos de idade.